# Абгарян, Ерджаник Аветисович
Ерджа́ник Авети́сович Абгаря́н (8 февраля 1940, Аргел, Аштаракский район — 7 мая 2020) — армянский государственный деятель.

## Биография
- 1957—1962 — Ереванский государственный университет. Востоковед.
- 1958—1963 — работал на Ереванском кабельном, и приборостроительном заводах слесарем.
- 1968—1970 — переводчик в Советской армии.
- 1970—1990 — сотрудник Института востоковедения НАН РА.
- 1990—1995 — депутат Верховного Совета Армении. Член постоянной комиссии по вопросам обороны и внутренних дел[2]. Член «АОД».
- 1992—1997 — начальник таможенного комитета при правительстве Армении[3].
- 1996—1999 — депутат парламента Армении. Член «АОД».
- 3 марта 2008 — задержан по обвиннению в действиях, направленных на захват власти путем нарушения конституционного порядка и насилия[4].

Соучредитель общественно-политического центра «Армат». Участвовал в инициативе «Альтернатива».